# Holy Trinity Church (St Andrews)

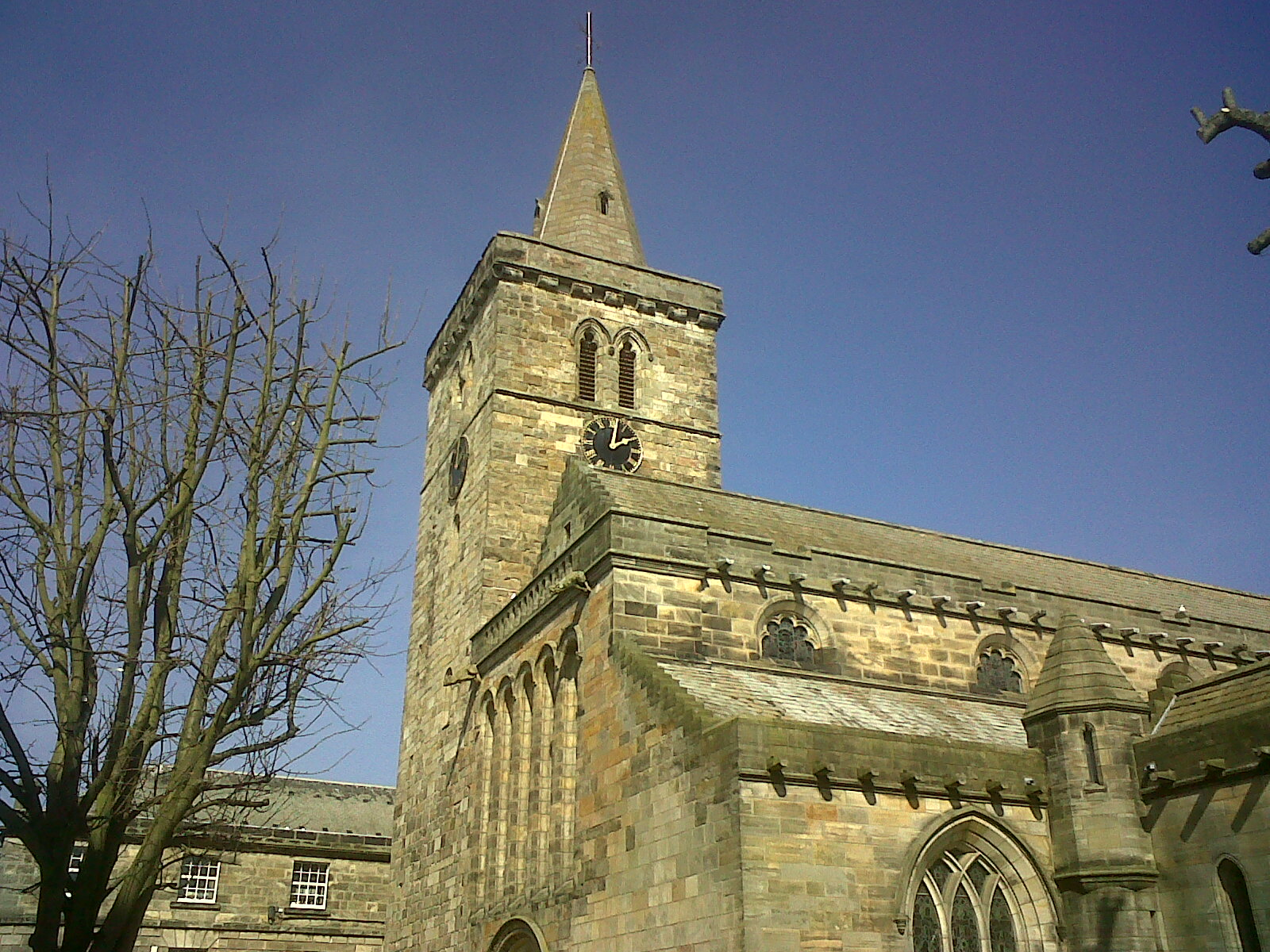
Holy Trinity Church

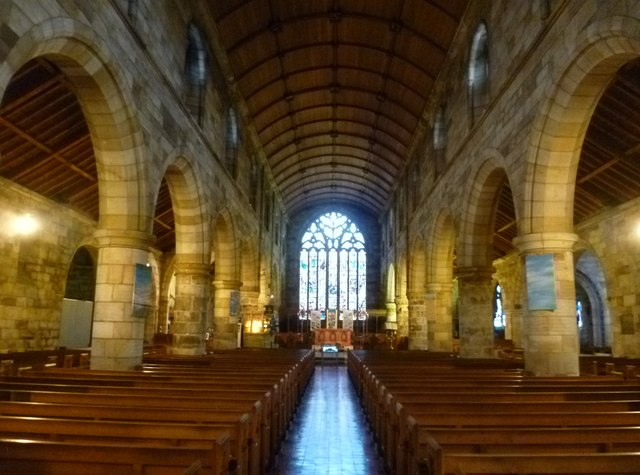
Innenraum

Die Holy Trinity Church ist ein Kirchengebäude der presbyterianischen Church of Scotland in der schottischen Stadt St Andrews in der Council Area Fife. 1959 wurde das Bauwerk als Einzeldenkmal in die schottischen Denkmallisten in der höchsten Denkmalkategorie A aufgenommen.

## Geschichte
Die ursprüngliche Holy Trinity Church wurde zwischen 1410 und 1412 als Pfarrkirche von St Andrews errichtet. 1433 richtete John Lindsay ein Gesuch an den Papst. Er bot an, die Holy Trinity Church zu übernehmen und dort einen Kanonikerstift mit Mitteln auszustatten. Auch infolge des Widerstands der regionalen Kirchenverantwortlichen wurde dieses Gesuch abschlägig beschieden. Im Laufe des 15. Jahrhunderts erhielt die Kirche ihren Glockenturm. Sein spitzer Helm entstand, wie auch die kleinen Helme der Treppentürme, im 16. Jahrhundert. Zwischen 1798 und 1800 wurde die Holy Trinity Church weitgehend neu aufgebaut. Fragmente des ursprünglichen Kirchengebäudes wurden hierbei in die neue Struktur integriert. Der schottische Architekt Robert Balfour zeichnet für den Entwurf verantwortlich. Jesse Hall überarbeitete den Bau im Jahre 1863. Abermals zwischen 1907 und 1909 wurde die Kirche nach einem Entwurf Peter MacGregor Chalmers’ neu aufgebaut.

## Beschreibung
Die Kirche steht gegenüber der Einmündung der Queen’s Gardens an der North Street (A918). Sie ist im Stile der späten schottischen Neogotik ausgestaltet. Ursprünglich ragte der Glockenturm vom nordwestlichen Innenwinkel der Kreuzkirche auf. Heute flankiert er die westliche Giebelseite. Das Langhaus mit Seitenschiffen ist neun Achsen weit. Die beiden westlichen Spitzbogenfenster stammen noch von dem ursprünglichen Kirchengebäude.
Die im Todesjahr 1679 entstandene, kniende Statue James Sharps, Erzbischof von St Andrews, besteht aus schwarzem und weißem Marmor. Korinthische Säulen flankieren die in den Niederlanden geschaffene Skulptur.